# Aeroportul Regional Victoria
Aeroportul Regional Victoria (IATA: VCT, ICAO: KVCT, FAA LID: VCT) este un aeroport din Texas, Statele Unite ale Americii ce deservește zona Victoria⁠(d). Aeroportul a fost tranzitat în 2019 de 11.468 de pasageri. A fost numit după zona deservită.
Situat la o altitudine de 35 m, aeroportul dispune de 3 piste.

## Infrastructură

### Piste
Aeroportul dispune de 3 piste: 
- pista 13L/31R din asfalt, cu dimensiunile 9.111 picioare × 150 picioare
- pista 13R/31L din beton, cu dimensiunile 4.643 picioare × 150 picioare
- pista 18/36 din asfalt, cu dimensiunile 4.908 picioare × 75 picioare